# Jan Van Steen
Jan Van Steen est un footballeur belge né le 2 juin 1929 à Willebroek (Belgique) et mort le 28 février 2013.
Milieu de terrain du Sporting Anderlecht, il a joué 5 matches et marqué 1 but en équipe de Belgique. Il a été présélectionné à la Coupe du monde de 1954 en Suisse mais n'a pas joué lors de la compétition.

## Palmarès
- International belge A de 1951 à 1954 (5 sélections et 1 but marqué)
- Présélectionné pour la Coupe du monde en 1954
- Champion de Belgique en 1951, 1954 et 1955 avec le Sporting d'Anderlecht